# Cryptops nepalensis
Cryptops nepalensis är en mångfotingart som beskrevs av Lewis 1999. Cryptops nepalensis ingår i släktet Cryptops och familjen Cryptopidae.
Artens utbredningsområde är Nepal. Inga underarter finns listade i Catalogue of Life.